# Euphorbia alta
Euphorbia alta är en törelväxtart som beskrevs av John Bitting Smith Norton. Euphorbia alta ingår i släktet törlar, och familjen törelväxter. Inga underarter finns listade i Catalogue of Life.

## Bildgalleri

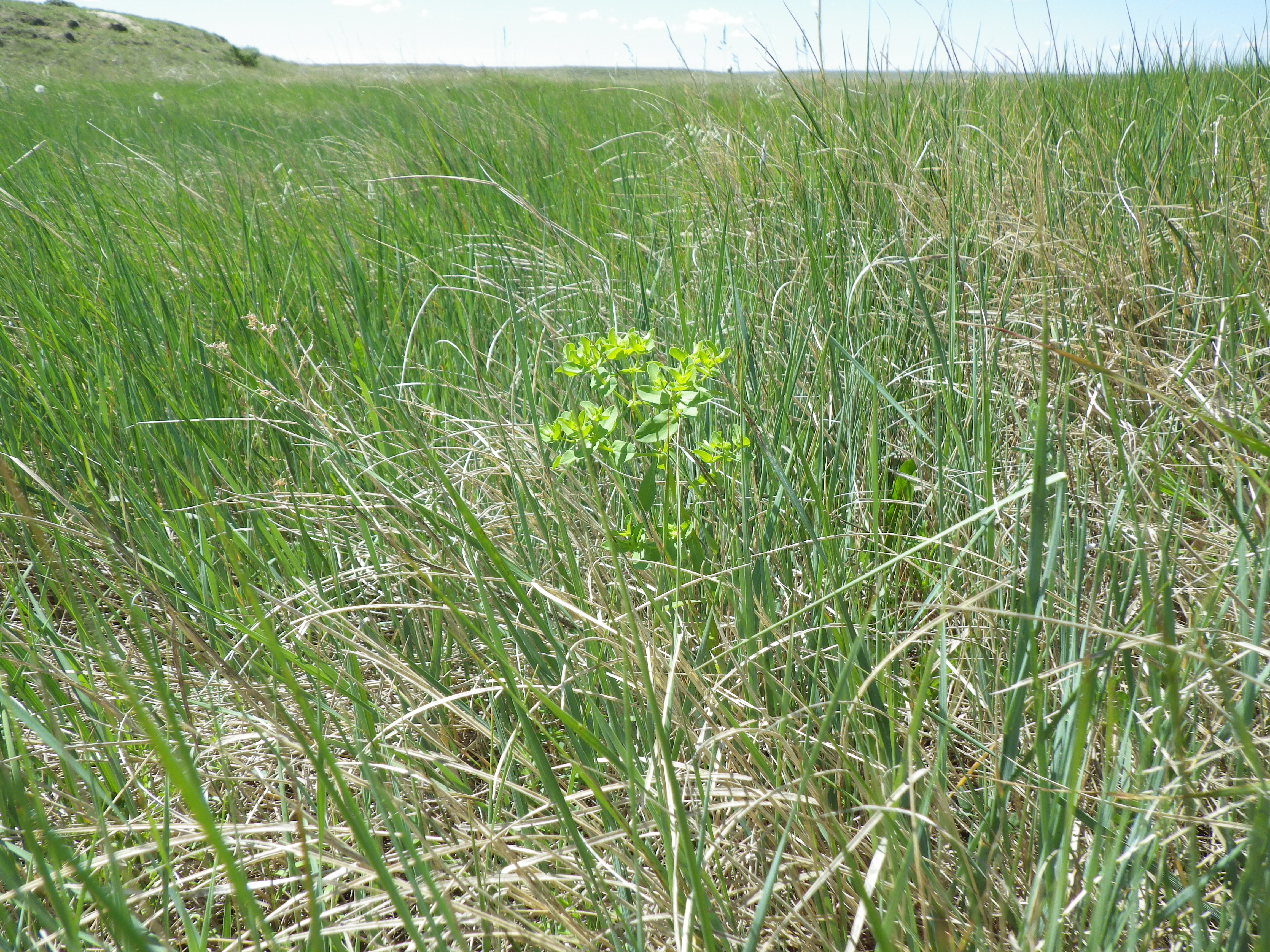
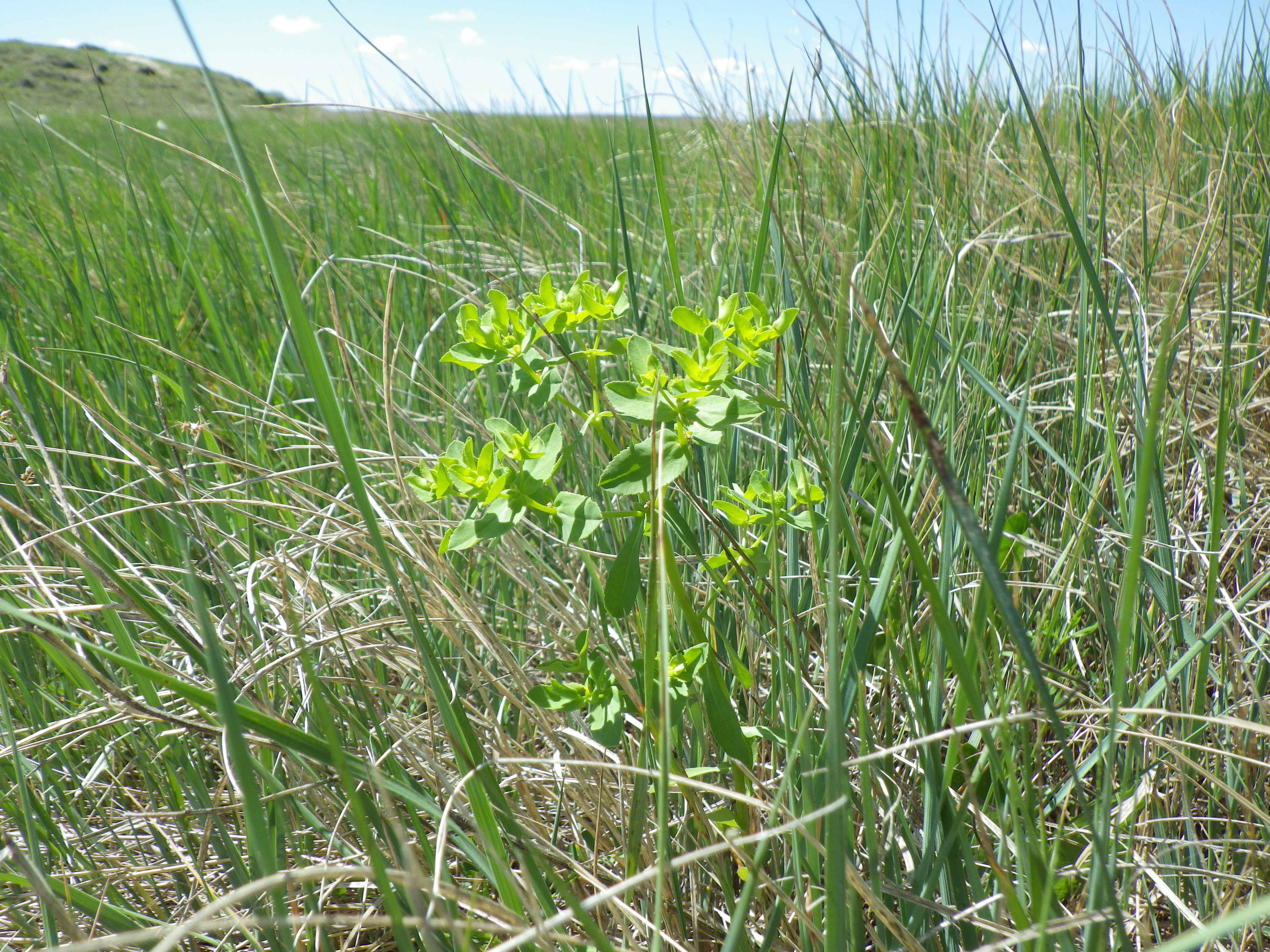
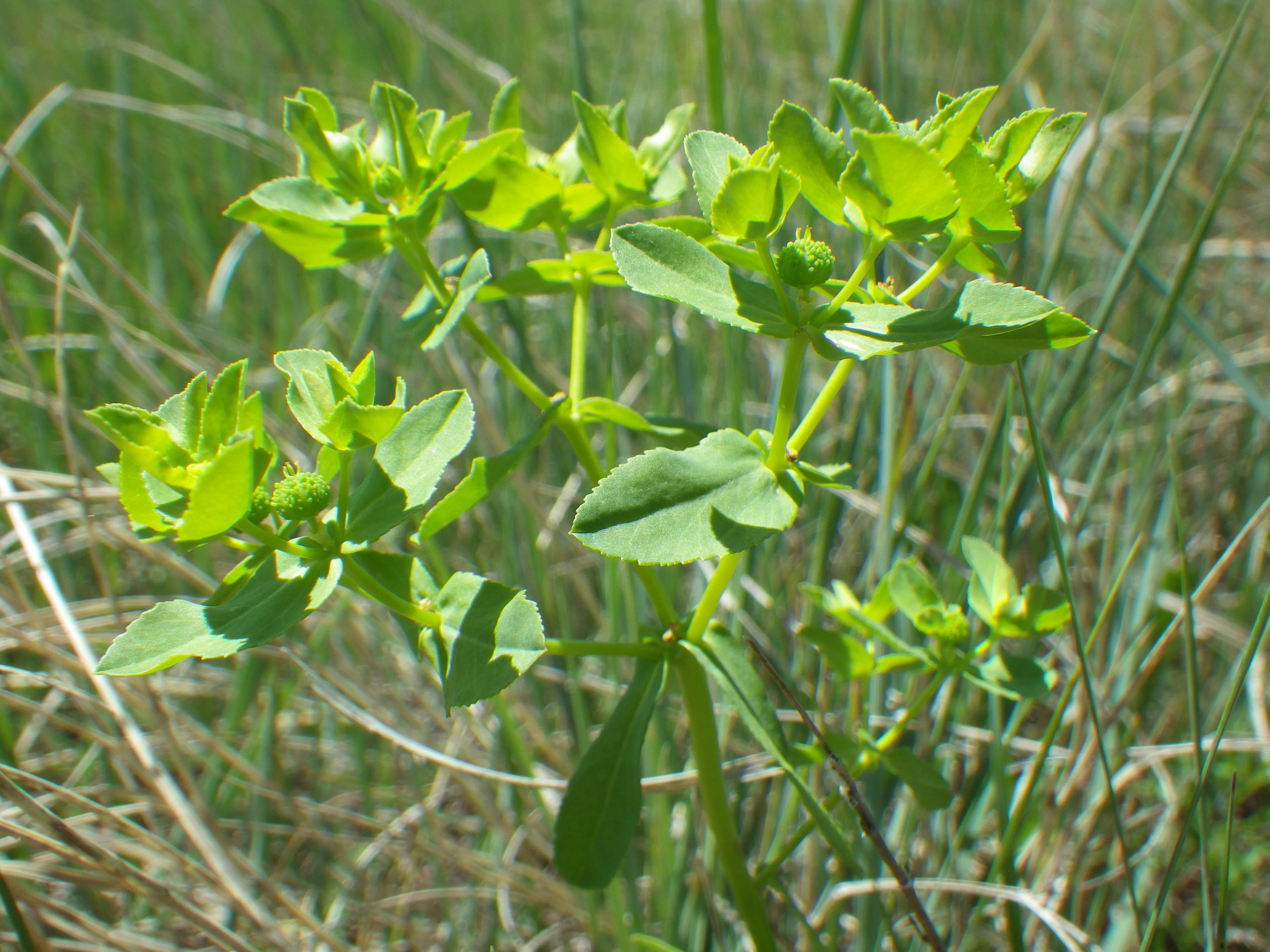
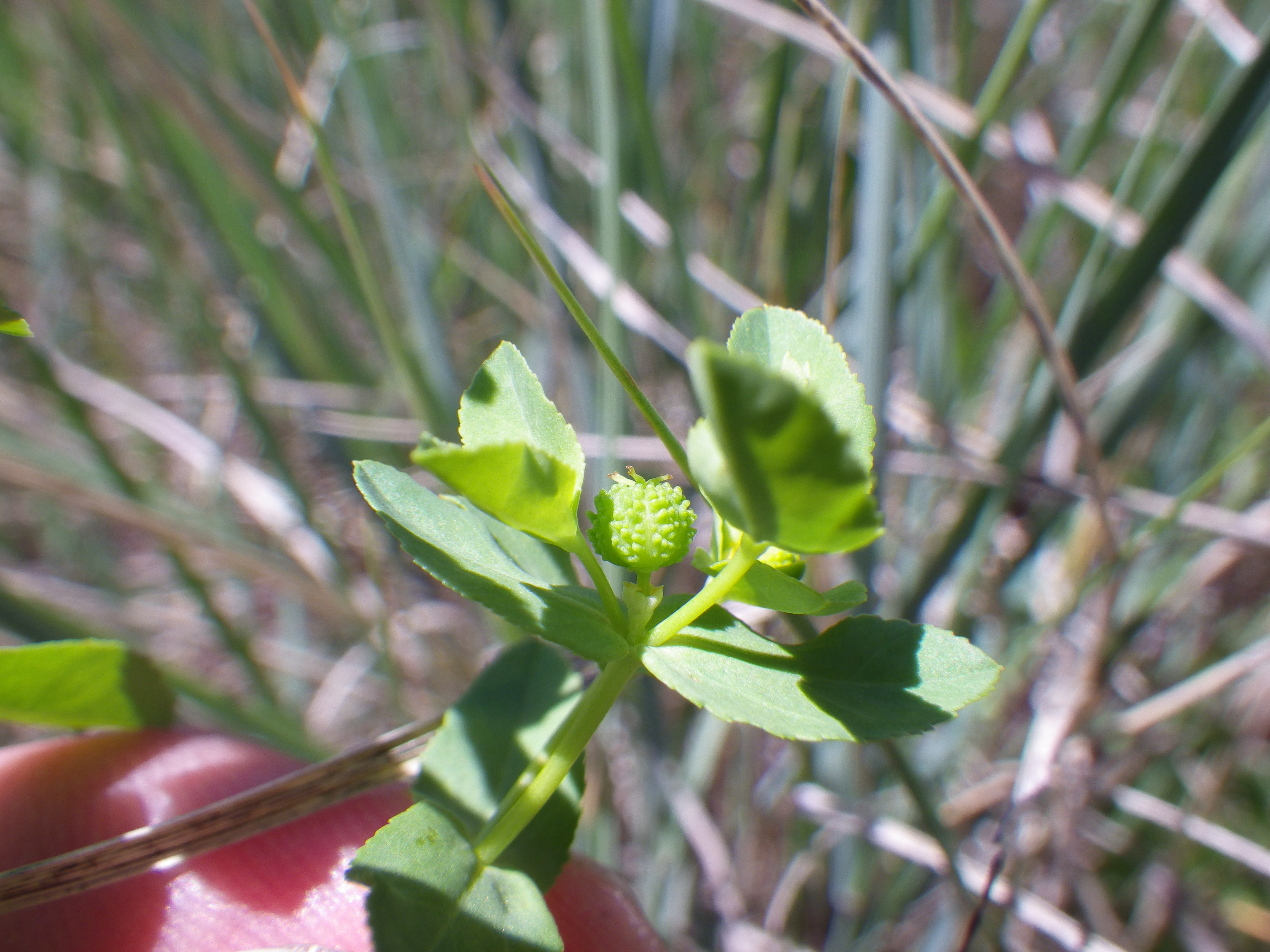